# Valdilecha
Valdilecha è un comune spagnolo di 2 026 abitanti situato nella comunità autonoma di Madrid.